# 732
Năm 732 trong lịch Julius.

## Sự kiện
- Trận Tours

## Mất
- Vương Tuấn, tướng nhà Đường có công đánh quân Thổ Phiên, bảo vệ biên giới phía tây Trung Quốc (sinh 663)